# Brakel
Brakel (også Braekel) er en hønserace, der stammer fra Belgien.
Hanen vejer 2-2,75 kg og hønen vejer 1,75-2,25 kg. De lægger årligt 180 hvide æg à 60-66 gram. Racen findes også i dværgform.

## Farvevariationer
- Sølv
- Guld